# Hana Birnerová
Hana Birnerová (* 27. Juni 1989) ist eine ehemalige tschechische Tennisspielerin. Ihr Vater Stanislav Birner und ihre Schwester Eva waren ebenfalls Tennisprofis.

## Karriere
Hana Birnerová spielte am liebsten auf Sandplätzen. Auf dem ITF Women’s Circuit gewann sie zwei Doppeltitel.
Von 2007 bis 2010 spielte sie in der Tennis-Bundesliga für den TC Benrath. Danach erwarb sie mehrere Trainerlizenzen und arbeitete als Tennislehrerin.

## Erfolge
Doppel 
| Nr. | Datum       | Turnier | Kategorie   | Belag | Partnerin           | Finalgegnerinnen                | Ergebnis          |
| --- | ----------- | ------- | ----------- | ----- | ------------------- | ------------------------------- | ----------------- |
| 1.  | August 2008 | Prag    | ITF $10.000 | Sand  | Lucie Kriegsmannová | Barbora Krtičková Lucie Šípková | 6:2, 6:72, [10:7] |
| 2.  | August 2010 | Torhout | ITF $25.000 | Sand  | Erika Sema          | Aminat Kuschchowa Olga Panowa   | 6:3, 6:3          |